# Фридрих III Сицилијански
Фридрих III Сицилијански (кат. Frederic, сиц. Fidiricu, итал. Federico, лат. Fridericus; Барселона, 13. децембар 1272 — Патерно, 25. јун 1337) је био краљ Сицилије (1296—1337) из династије Барселона.
Био је син Переа III од Арагона и Констанце од Сицилије. Важна је личност рата Сицилијанске вечерње. Прво је заузимао положај намесника свог брата Ђаумеа II од Арагона на Сицилији од 1291. године. Пошто је одбио да по уговору у Анањију, који је потписао Ђауме, Сицилију преда папи, био је крунисан за сицилијанског краља. Та титула му је призната миром у Калтабелоти 1302. године, којим се и завршио рат Сицилијанске вечерње. Остатак владавине краљ Фридрих је провео у релативном миру. Сукоби су били само повремени.
У том периоду био је једна од важнијих фигура каталонске експедиције на исток. Политички ефекти овог изузетног подухвата нису били значајни, нити се могао очекивати било какав други резултат. Експедиција је започела само да би се Сицилија ослободила огромног броја незаузетих плаћеника Алмогавера. Једини резултат овог подухвата који је имао везе са самом Сицилијом било је, барем номинално, успостављање врховне власти над Атинским војводством, једном од последњих државних творевина Четвртог крсташког рата.

## Порекло и намесник Сицилије
Фридрих је рођен 13. децембра 1272. године у Барселони као трећи син арагонског краља Переа III Великог и Констанце од Сицилије. Пошто му је умро најстарији брат Алфонсо III од Арагона 1291. године без наследника, у Арагон је позван други брат Ђауме да преузме власт. Ђауме, тада краљ Сицилије, оставио је Фридриха на острву као намесника. На тај начин је Сицилија остала у персоналној унији са Арагоном, иако је Алфонсов тестамент предвиђао да њом завлада Фридрих као самостални владалац. Ситуација у Круни Арагона била је у том тренутку врло тешка због затегнутих односа са светом столицом. Пере III је, супротно папиној вољи, као зет бившег сицилијанског краља Манфреда, пружио подршку антифранцуској побуни на Сицилији, Сицилијанској вечерњи, изазвавши на тај начин рат Сицилијанске вечерње. Арагон је завладао Сицилијом и био стављен под интердикт. На тај начин, било је онемогућено склапање уговора између ове земље и других, а већ постојећи уговори постали су неважећи.

### Војни успеси
У том периоду рата Сицилијанске вечерње Арагон и Сицилијанци су имали иницијативу, стално нападајући Калабрију. Арагонски адмирал Руђер де Љурија наставио је да ниже победе над Напуљском краљевином, којој је папа у помоћ звао Француску. Главни арагонски непријатељ на мору, Република Ђенова, пристала је на склапање мира. Године 1293. сицилијанска делегација је молила краља Ђаумеа да не напушта њихову ствар и, ако више није у могућности да им помогне, да им остави Фридриха за краља. Међутим, Ђауме је већ био убеђен да је напуштање Сицилије неизбежно да би се постигло било какво трајно решење.

### Ђаумеова издаја Сицилијанаца
У јуну 1295. године, миром у Анањију, папа је уклонио интердикт, а у замену за то се Ђауме одрекао Сицилије и предао је папству, које ју је дало напуљском краљу Карлу II Анжујском. Иако је Арагону овим миром дато право да завлада Сардинијом и Корзиком, тешко да би се мир у било ком смислу могао сматрати повољним за ову земљу. Ђаумеу је Фридрих горко замерио напуштање и издају Сицилијанаца, који су очигледно били задовољни под његовом влашћу и били дубоко ожалошћени због овог чина. Између два брата се већ тада наслућивао неизбежан рат.
Папа Бонифације VIII, свестан колико је тешко одрживо стање које је требало да успостави споразум из Анањија, позвао је Фридриха да га посети. Иако су грађани Палерма упозорили инфанта да не верује било каквим папиним уверавањима, он је у јулу 1295. отишао на састанак у пратњи Ђованија да Прочиде, Руђера де Љурије и других угледних Каталонаца. Папа му је тада обећао брак са Катарином Куртене, кћерком титуларног латинског цара Филипа и унуком последњег латинског цара Балдуина II, и да ће света столица подржати његове претензије на Константинопољ које ће тако стећи. Међутим, како се овоме успротивио француски краљ Филип IV, преговори су прекинути.

## „Нелегитимни” краљ Сицилије

### Избор за краља и први кораци
На вест о постигнутом споразуму у Анањију, одржан је општи састанак локалних сицилијанских вођа и арагонских и каталонских племића на острву; Ђаумеу је послато посланство, које је стигло у октобру 1295. године. Како се није могао добити задовољавајући одговор, Фридрих је 12. децембра у Палерму изабран за краља Сицилије, да би то 15. јануара 1296. године потврдила скупштина у Катанији. Дана 25. марта, крунисан је у Палерму. Том приликом је Фридрих узео своју нумерацију по свом прадеди, Фридриху II Хоенштауфену, који је био цар Светог римског царства и први краљ Сицилије под тим именом. Тако да се он, иако је био други сицилијански краљ са именом Фридрих, потписивао као Фридрих III.
Иако је Ђауме опозвао своје поданике, они су одлучили да остану на Сицилији, наводећи да је Фридрих законити краљ острва према завештању њиховог оца. Напори папе да спречи ове изборе били су потпуно безуспешни. Његови амбасадори су били приморани да побегну са Сицилије да би сачували своје животе. Не одугловачивши, Фридрих је на захтев Сицилијанаца одмах по крунисању скупио војску и кренуо у напад на Напуљску краљевину и папу. Краљ је убрзо прегазио целу Калабрију, док Карло Анжујски није могао да учини ништа више од одбране апулијске обале. Подстакнуо побуну у Напуљу, а поред тога и преговарао са гибелинским градовима Тоскане и Ломбардије, потпомажући побуне против папе.

### Инвазије на Сицилију
Ови успеси су код друге стране створили склоност за измирење. Фридрих је био позван на венчање своје сестре Јоланде и сина Карла Анжујског, Роберта од Калабрије у Риму у марту 1297. године. Сицилијански краљ није дошао лично већ је послао као своје представнике Ђованија да Прочиду и Руђера де Љурију. У априлу, Ђауме је, вративши се у Каталонију, почео да припрема напад на брата, желећи да беспоговорно спроведе у дело одредбе из Анањија. Са своје стране Фридрих је безуспешно покушавао да га разувери. Краљеву ситуацију додатно је погоршао сукоб са Руђером де Љуријом, који се сада ставио на располагање Ђаумеу и Карлу.
Крајем августа 1298. године, удружена војска са флотом од преко 70 галија кренула је против Сицилије. Фридрих није био у стању да пружи никакав отпор на мору, али освајачи нису могли много да напредују копном; Сиракуза је безуспешно опседана неколико месеци, а очајнички отпор Сицилијанаца, заједно са питањима на Пиринејском полуострву, приморали су арагонског краља да током зиме прекине офанзиву. Напријатељства су обновљена у пролеће 1299. године. Дана 4. јула Ђауме и Руђер де Љурија су после очајничког отпора победили Фридрихову флоту у бици код рта Орландо. Напуљска војска предвођена краљевим синовима Робертом Калабријским и Филипом Тарентским се затим искрцала на Сицилији и заузела Катанију. Међутим, Ђауме је, поколебан услед тешких губитака или молби своје мајке Констанце, напустио Сицилију и вратио се у Барселону крајем године. Престанак притиска са те стране дао је слободне руке Фридриху против Напуља, чије су снаге биле потиснуте из Катаније, при чему је заробљен Филип Тарентски. Рат је потом настављен променљивом срећом. Међутим, 14. јуна 1300. године Руђер де Љурија је однео још једну победу над сицилијанском флотом и успео да зароби краља Фридриха.

## Општепризнати краљ Сицилије

### Мир у Калтабелоти
Године 1302. на Сицилији се искрцао Шарл Валоа, али му је куга десетковала војску. Брат француског краља био је принуђен да тражи мир, за који је посредовала Фридрихова сестра Јоланда. Карло Напуљски, Шарло Валоа и папа су предложили Фридриху да се одрекне својих права на краљевину Сицилију у замену за краљевину Албанију, која у том тренутку није ни постојала, или у замену за краљевину Кипар, чија би династија Лизињан изгубила право на острво у том случају. Фридрих је одбио овај предлог. До споразума је дошло у Калтабелоти 19. августа 1302. године, чиме је ликвидиран рат Сицилијанске вечерње. Компромис је постигнут тиме што је уговорен брак између Фридриха и Карлове кћери Елеоноре, којој је као мираз дата Сицилија. На тај начин Фридриху је призната независност и титула краља Тринакрије (лат. rex Trinacrie) до краја живота. Одредбама споразума, његовим синовима са Елеонором, ако им папство не пронађе војводство којим би управљали, признато је право наслеђа над Сицилијом, а краљу Карлу и његовим наследницима право куповине те титуле. Договорена је и општа амнестија и размена затвореника, а имовина цркве на Сицилији пре побуне требало је да буде враћена. Током 1303. године, папа је ратификовао споразум.

### Алмогаверско питање
Склапање мира оставило је без посла бројне каталонске најамничке снаге којима је Фридрих располагао, које су му у великој мери помогле да обезбеди своју независност, а које су познате као Алмогавери. Алмогавери нису могли да се врате у Арагон, јер су сад били отпадници у очима Ђаумеа. Фридрих се стога суочио са тешким питањем ове веома страшне силе свирепих насилника, коју осиромашена Сицилија, још и погођена кугом, није могла да издржава или запосли. Поменуте трупе су се стога издржавале пљачком. За Фридриха, који је знао да им толико тога дугује, било је велико олакшање кад су нашле свој ангажман у Византијском царству. Уз његову дозволу, алмогаверски вођа и сицилијански вицеадмирал Руђер де Флор, отишао је у Константинопољ да среди услове службе, који су били спремно прихваћени. Алмогавери су испловили са Сицилије, стигавши на своје одредиште у септембру 1303. године. Сицилијански краљ није био у стању да понуди било какву финансијску помоћ, али је обезбедио флоту за транспорт и неке намирнице. По Алмогаверу Рамону Мунтанеру, са којим се слажу и византијски историчари, њихова војска је бројала 1500 коњаника, 4000 пешака, 1000 морнара и са женама и децом укупно око 8000 људи.

### Алмогаверска експедиција на Истоку
Алмогаверски успеси у борби с Турцима и додељивање високих титула, створили су код Византинаца завист. Кад им је дошло појачање са Сицилије у виду Берната де Рокафорта, који је са Сицилије стигао у Константинопољ са 200 коња и 1000 пешака, чак је била смишљена сасвим невероватна прича да је он дошао да спреми заверу против цара којој је требало да се придружи и сам краљ Фридрих са 12 бродова. Цар Андроник II није поверовао у ове приче. Године 1305. Руђер де Флор је убијен и Византинци су покушали да се реше и осталих Алмогавера. Пошто у томе нису успели, плаћеници су почели са суровим пљачкањима Тракије, супротно очекивањима цара, који је мислио да ће се вратити на Сицилију. Убрзо им се са 10 сицилијанских галија придружио Санчо од Арагона, ванбрачни син краља Переа III, који је послао изасланство краљу Фридриху. Каталонска компанија је покушала и да се обрати краљу Ђаумеу да им помогне против византијског савезника Ђенове, али их је он упутио на Фридриха.
У марту 1307. године Фридрих је потписао је споразум са Фернандом, сином краља Мајорке, по коме је он требало да оде на исток, преузме команду над каталонском експедицијом и да управља земљом у интересу Сицилије. Фернандо се обавезао да ће одржавати офанзивни и дефанзивни савез са Сицилијом и да се неће женити без Фридриховог одобрења. Краљ Сицилије је, са своје стране, требало да подржи експедицију новцем и људством. Фернандо је стигао на Галипоље у лето 1307, носећи писма вођама, којима је краљ Сицилије тражио да приме инфанта за свог представника. И вође и обични људи поздравили су долазак Фернанда, са изузетком Рокафорта, који се држао по страни и на крају разбио ситуацију која је могла да постави експедицију на трајну основу ширењем Фридриховог утицаја до обала Мраморног мора.
Плаћеници су затом одлучили да напусте Тракију и кренули су на запад, према Македонији. Сукоби између двојице алмогаверских вођа Беренгера Етенисе и Берната де Рокафорта букнули су у прави рат који се завршио погибијом првог. Две стране је тек успео да помири инфант Фернандо, који је ускоро и сам напустио експедицију услед одбијања Рокафорта да призна његов положај. Инфант Фернандо и Рамон Мунтанер су се повукли на Тасос, одакле су крајем јула 1307. испловили за Сицилију. Међутим, на путу су заробљени од стране атинског војводе. Фернандо је био ослобођен тек после неколико година, када му је био дозвољен повратак на Мајорку. Мунтанер је убрзо ослобођен, неко време је провео на Касандри са Алмогаверима, после чега је успео је да се укрца на млетачки брод. Тим бродом је коначно стигао до Месине и обавестио Фридриха о судбини експедиције. Тражио је и дозволу да се врати у Каталонију, али Фридрих га је, међутим, поставио за гувернера острва Џербе, где је остао до 1315. године.

### Сизеренство над Атинским војводством
Атински војвода Валтер V од Бријена је 1310. године узео Каталонску компанију у своју службу. За шест месеци они су заузели неколико тврђава у Тесалији за војводу, који је тада желео да их се реши. Међутим, Алмогавери су одбили да иду и војвода је одлучио да их истера. Дана 15. марта 1311. године у бици код Халмироса је атинска војска потпуно поражена и војвода је погинуо. Алмогавери су потом без већег отпора освојили редом Тебу и Атину, а њихов вођа Роже Деслор постао је нови војвода. Пошто Деслор није успео да се споразуме са опасним суседом Млетачком републиком, Алмогавери су послали изасланство на Сицилију, тражећи од Фридриха заштиту и да им пошаље гувернера. Фридрих је поставио свог другог сина Манфреда за војводу Атине, а због његове малолетности као његовог представника у Атину послао каталонског витеза Беренгера Естањола. Након Манфредове смрти 1317. године, Фридрих је за атинског војводу поставио свог млађег сина Вилијама, а за његовог представника у Атини свог ванбрачног сина Алфонса Фадрикеа. Његовим доласком се може рећи да је алмогаверска експедиција завршена. Алфонсо Фадрике је проширио свој утицај на Тесалију, где је 1319. године основао војводство Неопатрас. Краљевина Сицилија бранила је војводства Атину и Неопатрас од напада византијског цара, драчког војводе и других локалних племићких господара све до 1380-их.

### Остатак владавине
Године 1313. Фридрих подржао Хајнриха VII Луксембуршког, цара Светог римског царства, који је марширао према Напуљу да казни његовог краља Роберта због нелојалности. На тај начин, сицилијански краљ је обновио непријатељства са Анжујцима, прекршивши одредбе споразума у Калтабелоти. Пошто је освојио Ређо ди Калабрију, Фридрих је отпловио за Тоскану да би се сусрео с царем, али се, услед цареве смрти, врло брзо вратио на Сицилију. Рат са Напуљем се проширио и на Грчку, где се као претендент на престо Напуљу одане кнежевине Ахаје јавио Фердинанд од Мајорке, оженивши Изабелу, кћерку господара Онсуиа и ахајске принцезе. Конфликт у Ахаји завршен је његовом погибијом 1316. године. У међувремену је напуљски краљ је неколико пута нападао Сицилију и пустошио обалу, али није успео да постигне ништа више од тога. Мир је закључен 1317. године по принципу status quo ante bellum.
Пошто су Сицилијанци помогли северноиталијанским гибелинима у нападу на Ђенову, а Фридрих запленио неке црквене поседе у војне сврхе, папа Јован XXII га је екскомуницирао и ставио острво под интердикт 1321. године. Краљевина је поново била нападнута од стране Роберта Напуљског, али је његов син Карло Калабријски доживео пораз у копнено-поморској бици код Палерма 1325. године. Анжујски напади на Сицилију наставили су се све до доласка њиховог непријатеља Лудвига IV Баварског, новог цара Светог римског царства, у Италију 1328. године. Опасност од Лудвига и сукоби с њим, окупирали су пажњу краља Роберта неколико година, па није дошло до обнове непријатељстава према Сицилији са те стране. Убрзо је уследило отопљење Фридрихових односа са Арагоном, где је Ђаумеа наследио син Алфонсо IV. Отопљење се најбоље може видети у подршци, додуше индиректној, коју је сицилијански краљ дао синовцу у гушењу побуне на Сардинији и у рату против Ђенове 1331. године. Године 1331. и 1332. син претходног војводе Валтер VI од Бријена покушао је да поврати власт над Атинским војводством, али је био поражен. Избор папе Бенедикта XII 1334. године, пријатељски расположеног према Фридриху, после дугих преговора донео је скидање интердикта 1335. године. Међутим, сукоб између Анжујаца и Фридриха је настављен.

## Слободоуман владар
Фридрих је био слободоуман човек и покровитељ учених људи свог времена. Између осталог лекара, алхемичара, астролога и верског критичара Арналда из Виланове, чије мишљење о црквеној реформи је делио. Арналдо му је 1304. године посветио Хришћански говор (лат. Allocutio christiani), а 1310. године неку врсту дворског правилника инспирисан верском строгоћом, познат под насловом Духовне информације (кат. Informació espiritual). Филозоф, мистичар, мисионар и књижевник Рамон Љуљ му је посветио пет дела, укључујући Књигу о учешћу хришћана и муслимана (лат. Liber de participatione christianorum et saracenorum); не без разлога, јер је краљ имао снажан интерес, појачан геополитичком ситуацијом острва и наслеђем верске толеранције Руђера II и Фридриха II, за дијалог са муслиманима.

## Фридрих као песник
Фридрих Сицилијански се јавља као један од последњих трубадура, у стилу сирвентеса, у својој поетској преписци са Понсом Угом IV, грофом Емпориона, покушавајући да придобије мњење у Каталонији за своју ствар. Грофов брат Уго је био један од првих каталонских племића који је остао у Фридриховој служби после уговора из Анањија и спасао му живот у бици код рта Орландо 1299. године. Фридрихов гласник у преписци био је извесни Ебле, кога је краљ Ђауме у једном тренутку био затворио и о коме се више ништа не зна. Петар, Угов гласник, идентификован је са Пјетром Ланчијом, који је постао гроф од Калтанисете. Песме су настале у пролеће 1296. године, када се Ђауме спремао да га нападне у складу са уговором из Анањија. Општи тон наде и поверења у Сицилијанце карактеристичан је за Фридриха, и док се жали на поступак свог брата, не помиње га по имену.
Писмо Фридриха Сицилијанског:
| -{I Ges per guerra no.m chal aver consir No non es dreiz de mos amis mi plangna, Ch'a mon secors vei mos parens venir E de m'onor chascuns s'esforza e.s langna Perche.l meu nom major cors pel mon aja; E, so neguns par che de mi s'estraja, No l'en blasmi, ch'enmental faiz apert, Ch'onor e prez mos lignages non pert. II Pero el reson dels Catolans auzir E d'Aragon puig far part Alamagna, E so ch' enpres mon paire gent fenir; Del Regn' aver crei che per dreiz me tangna; E, se per so de mal faire m'asaja Niguns parens, car li creseha onor gaja, Be.m porra far dampnage a deschubert, Ch'en altre vol no dormi ni.m despert. III N'Ebble, va dir a chui ohausir so plaja Che dels Latino lor singnoriu m'apaja, Per q'eu aurai lor e il me per sert; Mas mei parenz mi van un pauc cubert.}- | I Не треба да бринем о рату и није праведно да се жалим на своје пријатеље, јер видим да ми родбина долази у помоћ и на моју част сваки од њих се настоји и труди да имам најпопуларније име на свету; и ако се чини да се ко од мене одваја, не хулим, јер ту чињеницу отворено носим, да моја лоза не изгуби част и заслуге. II Али ехо Каталонаца могу да чујем а такође и оне из Арагона, изван Немачке, и што је мој отац наумио да заврши; краљевство верујем да ми припада по праву; и зато покушава да ме повреди неки рођак, да увећа своју радосну част, па он може да ми науди отворено, јер немам друге жеље ни да спавам ни будан. III Ебле, иди реци ономе ко чути жели да код Латина више господство ми је драго, да ћу имати њих и они мене сигурно; али се моји рођаци понашају са мном мало подмукло. |

Одговор грофа Емпориона:
| -{I A l'onrat rei Frederic Terz vai dir Q'a noble coro no.s taing poder sofragna, Peire qomte; o pusc li ben plevir Che dels parenz ch'aten de vas Espagna Secors, ogan non creja ch'a lui vaja, Mas a l'estiu fasa cont che.ls aja E dels amics, e tegna li oll ubert Che.ls acoilla pales e non cubert. II Ne no.s cug ges che.l seus parenz desir Ch'el perda tan che.l Regne no.ill remagna Ne.l bais d'onor, per Franzeis enrechir; Ch'en laiseran lo plan o la montagna; Confunda.ls Deus e lor gorgoil dezaja! Pero lo Rei e Cicilia.n traja Onrat del faitz, che.l publat e.l desert Defendon ben; d'acho sion apert. III Del gioven Rei me plaz car non s'esmaja Per paraulas, sol q'a bona fin traja So che.i paire chonquis, a lei de sert, E, si.l reten, tenrem l'en per espert.}- | I Часном краљу Фридриху Трећем реците да племенитом срцу не приличи да попусти, Пере грофе; и могу да га уверим да помоћ од својих рођака коју очекује у Шпанији мислим, неће ове године му стићи, али нека се лети узда у њихову помоћ и својих пријатеља, и нека држи очи отворене примајући их отворено, а не тајно. II Не треба претпоставити да његов рођак жели да изгуби толико да с њим краљевство више не остане нити да се његова част снизи да би Французе обогатио; они ће напустити и равницу и планину; нека их Бог посрами и њихову гордост обори! али нека краљ и Сицилија част из подвига извуку, јер и град и село правилно бране; у томе могу бити спремни. III Младим краљем сам задовољан јер га не плаше речи и жеље да добро заврши освајање свог оца, које је законито извршено, и ако га задржи, сматраћемо га за човека доказаног. |

## Смрт и наследство
Фридрих је умро 25. јуна 1337. године у Патерну. На престолу га је наследио син Петар II. Са наслеђем је било проблема, јер је Фридрих био признат за доживотног краља Сицилије, а право наслеђа је остало спорно. Због тога је сам краљ морао да предузме одређене мере да би осигурао сину наследство. Фридрих је 12. јуна 1314. године натерао сицилијанску скупштину да призна Петра за његовог наследника, а 9. августа исте године прогласио га је за свог савладара. Сицилија је обновила своју верност Петру 1322. године. Фридрих краљ Тринакрије са дамом Елеонором краљицом Тринакрије нашом супругом [и] краљем Петром Другим прворођеним са својим мужем, краљ је писао господару малом Алфонсу првенцу господара краља Арагона грофа од Урхела (лат. domino infanti Alfonos domini regis Aragonum primogenitor comiti Urgellensi) 20. маја 1326. године. Краљ Фридрих је донео и одлуку да у случају изумирања његове гране династије Сицилија треба да припадне Арагону, што је на крају и довело до њеног враћања у окриље Круне Арагона.

## Породица
Фридрих је 1295. године био верен са Катарином Куртене, али су преговори о склапању брака пропали. По миру у Калтабелоти 1302. године, било је предвиђено да се краљ Сицилије ожени Елеонором Анжујском, удовицом Филипа де Тусија, титуларног кнеза Антиохије, и кћерком напуљског краља Карла II. Брак је био склопљен у Месини маја 1303. године. Са Елеонором је Фридрих имао деветоро деце:
- Петра II од Сицилије (1304 – 15. август 1342), савладара и наследника на престолу;
- Руђера од Сицилије (1305 – пре 1312);
- Манфреда од Атине (1306 – 9. новембра 1317), војводу Атине;
- Констанцу од Сицилије (1306 – после 19. јуна 1344), удату 1317. године за кипарског краља Хенрика II Лизињана, потом 1331. године за јерменског краља Лава IV и на крају 1343. године за Жана Лизињана, брата кипарског краља Петра I;
- Елизабету од Сицилије (1310 – 21. март 1349), удату 1328. године за Штефана II Баварског, будућег војводу;
- Вилијама II од Атине (1312 – 22. август 1338), војводу Атине и Неопатраса;
- Јована II од Атине (април/мај 1317 – 3. април 1348), војводу Атине и Неопатраса;
- Катарину од Сицилије (1320 – 1342), монахињу у манастиру у Месини;
- Маргариту од Сицилије (1331 – 1377), удату 1348. године за палатинатског грофа Рудолфа II.

Са својом љубавницом Сибилом Сормелом, Фридрих је имао петоро деце:
- Алфонса Фадрикеа (1290 – 20. децембар 1335/4. март 1339), представника атинског војводе и фактичког управника војводства, наследног господара Салоне и грофа Малте и Гоца под окриљем краљевине Сицилије;
- Изабелу од Арагона (умрла 1341), удату 1313. године за грофа Понса Уга V од Емпориона, сина Понса Уга IV, потом 1322. за Рајмонда Пералта, грофа Калтабелоте;
- Елеонору од Арагона (умрла после 1313), удату 1313. за Руђера де Љурију, сина великог адмирала Руђера де Љурије;
- Санча од Арагона (умро 1334), наследног барона Милитела;
- Орланда од Арагона (1296 – 1361), наследног господара Аволе.[2]

## Породично стабло
|  |                                             |  |  |  |  |  |  |  |  |  |  |  |  |  |  |  |
|  | 16. Алфонсо II од Арагона                   |  |  |  |  |  |  |  |  |  |  |  |  |  |  |  |
|  |                                             |  |  |  |  |  |  |  |  |  |  |  |  |  |  |  |
|  |                                             |  |  |  |  |  |  |  |  |  |  |  |  |  |  |  |
|  | 8. Петар II Арагонски                       |  |  |  |  |  |  |  |  |  |  |  |  |  |  |  |
|  |                                             |  |  |  |  |  |  |  |  |  |  |  |  |  |  |  |
|  |                                             |  |  |  |  |  |  |  |  |  |  |  |  |  |  |  |
|  | 17. Санћа од Кастиље                        |  |  |  |  |  |  |  |  |  |  |  |  |  |  |  |
|  |                                             |  |  |  |  |  |  |  |  |  |  |  |  |  |  |  |
|  |                                             |  |  |  |  |  |  |  |  |  |  |  |  |  |  |  |
|  | 4. Ђауме I од Арагона                       |  |  |  |  |  |  |  |  |  |  |  |  |  |  |  |
|  |                                             |  |  |  |  |  |  |  |  |  |  |  |  |  |  |  |
|  |                                             |  |  |  |  |  |  |  |  |  |  |  |  |  |  |  |
|  | 18. Виљем VIII од Монпељеа                  |  |  |  |  |  |  |  |  |  |  |  |  |  |  |  |
|  |                                             |  |  |  |  |  |  |  |  |  |  |  |  |  |  |  |
|  |                                             |  |  |  |  |  |  |  |  |  |  |  |  |  |  |  |
|  | 9. Марија од Монпељеа                       |  |  |  |  |  |  |  |  |  |  |  |  |  |  |  |
|  |                                             |  |  |  |  |  |  |  |  |  |  |  |  |  |  |  |
|  |                                             |  |  |  |  |  |  |  |  |  |  |  |  |  |  |  |
|  | 19. Евдокија Комнин                         |  |  |  |  |  |  |  |  |  |  |  |  |  |  |  |
|  |                                             |  |  |  |  |  |  |  |  |  |  |  |  |  |  |  |
|  |                                             |  |  |  |  |  |  |  |  |  |  |  |  |  |  |  |
|  | 2. Пере III од Арагона                      |  |  |  |  |  |  |  |  |  |  |  |  |  |  |  |
|  |                                             |  |  |  |  |  |  |  |  |  |  |  |  |  |  |  |
|  |                                             |  |  |  |  |  |  |  |  |  |  |  |  |  |  |  |
|  | 20. Бела III                                |  |  |  |  |  |  |  |  |  |  |  |  |  |  |  |
|  |                                             |  |  |  |  |  |  |  |  |  |  |  |  |  |  |  |
|  |                                             |  |  |  |  |  |  |  |  |  |  |  |  |  |  |  |
|  | 10. Андрија II Арпадовић                    |  |  |  |  |  |  |  |  |  |  |  |  |  |  |  |
|  |                                             |  |  |  |  |  |  |  |  |  |  |  |  |  |  |  |
|  |                                             |  |  |  |  |  |  |  |  |  |  |  |  |  |  |  |
|  | 21. Агнеса од Антиохије                     |  |  |  |  |  |  |  |  |  |  |  |  |  |  |  |
|  |                                             |  |  |  |  |  |  |  |  |  |  |  |  |  |  |  |
|  |                                             |  |  |  |  |  |  |  |  |  |  |  |  |  |  |  |
|  | 5. Јоланда од Угарске                       |  |  |  |  |  |  |  |  |  |  |  |  |  |  |  |
|  |                                             |  |  |  |  |  |  |  |  |  |  |  |  |  |  |  |
|  |                                             |  |  |  |  |  |  |  |  |  |  |  |  |  |  |  |
|  | 22. Петар II Куртене                        |  |  |  |  |  |  |  |  |  |  |  |  |  |  |  |
|  |                                             |  |  |  |  |  |  |  |  |  |  |  |  |  |  |  |
|  |                                             |  |  |  |  |  |  |  |  |  |  |  |  |  |  |  |
|  | 11. Јоланда од Куртенеа                     |  |  |  |  |  |  |  |  |  |  |  |  |  |  |  |
|  |                                             |  |  |  |  |  |  |  |  |  |  |  |  |  |  |  |
|  |                                             |  |  |  |  |  |  |  |  |  |  |  |  |  |  |  |
|  | 23. Јоланда Фландријска                     |  |  |  |  |  |  |  |  |  |  |  |  |  |  |  |
|  |                                             |  |  |  |  |  |  |  |  |  |  |  |  |  |  |  |
|  |                                             |  |  |  |  |  |  |  |  |  |  |  |  |  |  |  |
|  | 1. Фридрих III Сицилијански                 |  |  |  |  |  |  |  |  |  |  |  |  |  |  |  |
|  |                                             |  |  |  |  |  |  |  |  |  |  |  |  |  |  |  |
|  |                                             |  |  |  |  |  |  |  |  |  |  |  |  |  |  |  |
|  | 24. Хајнрих VI, цар Светог римског царства  |  |  |  |  |  |  |  |  |  |  |  |  |  |  |  |
|  |                                             |  |  |  |  |  |  |  |  |  |  |  |  |  |  |  |
|  |                                             |  |  |  |  |  |  |  |  |  |  |  |  |  |  |  |
|  | 12. Фридрих II, цар Светог римског царства  |  |  |  |  |  |  |  |  |  |  |  |  |  |  |  |
|  |                                             |  |  |  |  |  |  |  |  |  |  |  |  |  |  |  |
|  |                                             |  |  |  |  |  |  |  |  |  |  |  |  |  |  |  |
|  | 25. Констанца, краљица Сицилије             |  |  |  |  |  |  |  |  |  |  |  |  |  |  |  |
|  |                                             |  |  |  |  |  |  |  |  |  |  |  |  |  |  |  |
|  |                                             |  |  |  |  |  |  |  |  |  |  |  |  |  |  |  |
|  | 6. Манфред Сицилијански                     |  |  |  |  |  |  |  |  |  |  |  |  |  |  |  |
|  |                                             |  |  |  |  |  |  |  |  |  |  |  |  |  |  |  |
|  |                                             |  |  |  |  |  |  |  |  |  |  |  |  |  |  |  |
|  | 13. Бјанка Ланцио                           |  |  |  |  |  |  |  |  |  |  |  |  |  |  |  |
|  |                                             |  |  |  |  |  |  |  |  |  |  |  |  |  |  |  |
|  |                                             |  |  |  |  |  |  |  |  |  |  |  |  |  |  |  |
|  | 3. Констанца од Сицилије, краљица Арагона   |  |  |  |  |  |  |  |  |  |  |  |  |  |  |  |
|  |                                             |  |  |  |  |  |  |  |  |  |  |  |  |  |  |  |
|  |                                             |  |  |  |  |  |  |  |  |  |  |  |  |  |  |  |
|  | 28. Тома I од Савоје                        |  |  |  |  |  |  |  |  |  |  |  |  |  |  |  |
|  |                                             |  |  |  |  |  |  |  |  |  |  |  |  |  |  |  |
|  |                                             |  |  |  |  |  |  |  |  |  |  |  |  |  |  |  |
|  | 14. Амедео IV од Савоје                     |  |  |  |  |  |  |  |  |  |  |  |  |  |  |  |
|  |                                             |  |  |  |  |  |  |  |  |  |  |  |  |  |  |  |
|  |                                             |  |  |  |  |  |  |  |  |  |  |  |  |  |  |  |
|  | 29. Маргарета од Женеве                     |  |  |  |  |  |  |  |  |  |  |  |  |  |  |  |
|  |                                             |  |  |  |  |  |  |  |  |  |  |  |  |  |  |  |
|  |                                             |  |  |  |  |  |  |  |  |  |  |  |  |  |  |  |
|  | 7. Беатриче Савојска                        |  |  |  |  |  |  |  |  |  |  |  |  |  |  |  |
|  |                                             |  |  |  |  |  |  |  |  |  |  |  |  |  |  |  |
|  |                                             |  |  |  |  |  |  |  |  |  |  |  |  |  |  |  |
|  | 30. Иго III од Бургундије                   |  |  |  |  |  |  |  |  |  |  |  |  |  |  |  |
|  |                                             |  |  |  |  |  |  |  |  |  |  |  |  |  |  |  |
|  |                                             |  |  |  |  |  |  |  |  |  |  |  |  |  |  |  |
|  | 15. Маргарита од Бургундије, грофица Савоје |  |  |  |  |  |  |  |  |  |  |  |  |  |  |  |
|  |                                             |  |  |  |  |  |  |  |  |  |  |  |  |  |  |  |
|  |                                             |  |  |  |  |  |  |  |  |  |  |  |  |  |  |  |
|  | 31. Беатрис од Албона                       |  |  |  |  |  |  |  |  |  |  |  |  |  |  |  |
|  |                                             |  |  |  |  |  |  |  |  |  |  |  |  |  |  |  |
|  |                                             |  |  |  |  |  |  |  |  |  |  |  |  |  |  |  |